# Cornel Borbély
Cornel Borbély (Dürnten, 1978) és un jurista suís. És advocat a Zúric i era fins al 2017 el president de l'Òrgan d'Instrucció del Comitè d'Ètica de la FIFA.

## Educació
Borbély va néixer l'any 1978 a Dürnten. Després de graduar-se a l'institut va treballar per un banc important des de l'any 1997 fins al 2000 alhora que estudiava jurisprudència la Universitat de Zúric. Borbély es va graduar l'any 2003 i va doctorar-se el 2005, també a la Universitat de Zúric. A la Universitat de Lucerna, va rebre un grau en ciències forenses l'any 2007 i un màster en Investigació de Delictes Econòmics el 2011.

## Trajectòria professional
Borbély va ser admès com advocat al Cantó de Zuric el 2006 i el mateix any es va convertir en secretari de dret de la fiscalia del Cantó. El 2007, va ser nomenat fiscal encarregat d'assumptes penals generals. El 2008, Borbély es va traslladar al departament per a la delinqüència econòmica i va ser líder del grup el 2011. Després de retirar-se el 2014, Borbély va treballar com advocat a un despatx d'advocats de Zuric. El 2015, va obrir el seu propi despatx d'advocats en dret penal i mercantil a Zuric.

## Comitè d'Ètica de la FIFA
Borbély es va convertir en vicepresident de l'òrgan d'Instrucció del Comitè d'Ètica de la FIFA el maig de 2013. Juntament amb Michael J. Garcia, president de l'Òrgan d'Instrucció, va investigar les denúncies de corrupció, conegudes com a Cas Qatargate, relacionades amb l'adjudicació de les Copes del Món de 2018 i 2022 a Rússia i Qatar. Per evitar un conflicte d'interessos amb el nord-americà Garcia, Borbély va assumir la màxima responsabilitat sobre la fase final dels mundials de 2018. L'informe d'Instrucció, conegut com a Informe Garcia, es va lliurar al Comitè Jurídic del Comitè d'Ètica de la FIFA el setembre de 2014. Després de la dimissió de Garcia com a president de l'Òrgan d'Instrucció, la FIFA va nomenar Borbély per succeir-lo. El Congrés de la FIFA de maig de 2015 el va confirmar com a president. Juntament amb Hans-Joachim Eckert, president de l'Òrgan de Decisió, Borbély havia tingut un paper decisiu en els processos en curs del Comitè d'Ètica de la FIFA per millorar la transparència i el dret a la informació. L'octubre de 2015, el Comitè Executiu de la FIFA va confirmar noves normes per a la publicació d'investigacions.
Borbély va ser responsable de les investigacions contra dirigents de la FIFA com Jérôme Valcke, Jeffrey Webb, Franz Beckenbauer, Eugenio Figueredo, Nicolás Leoz, Ángel María Villar Llona, Jack Warner, Chung Mong-joon, Wolfgang Niersbach o Theo Zwanziger. Borbély no va ser responsable de les investigacions contra l'expresident de la FIFA, Sepp Blatter, ja que Blatter és també suís. Borbély va ser representat per Robert Torres de Guam. El fet que les investigacions contra Blatter afectessin també al president de la UEFA Michel Platini, va implicar que la responsabilitat de la investigació contra Platini fos transferida a Vanessa Allard de Trinitat i Tobago.
El maig de 2017 va ser convidat al Congrés de la FIFA a Bahrain i va anunciar que no seria nominat a la seva reelecció, sense motius i en contra de les declaracions anteriors del secretari general Fatma Samoura. Borbély i Eckert, que tampoc va ser reelegit, van afirmar que estaven en procés d'investigar centenars de casos i que la seva retirada era un "revés per a la lluita contra la corrupció", que "significava de facto el final dels esforços per reformar la FIFA" i que “el Codi ètic de la FIFA era paper mullat”.
La colombiana, María Claudia Rojas, el va succeir en el càrrec.

## Altres activitats
Borbély és subdirector de la justícia militar de la Força Aèria Suïssa i professor de dret penal econòmic.